# Chiesa di Santa Maria di Giano
La chiesa di Santa Maria di Giano è un luogo di culto cattolico che si trova al confine tra Trani e Bisceglie sulla strada provinciale che collega Bisceglie e Andria.

## Descrizione
Di pianta rettangolare, ad una cupola, sembra sdegnare ogni orpello decorativo nella sua avvincente semplicità. I muri e la cupola sono conservati perfettamente e impressionano per la loro fine lavorazione.
All'interno quattro archi sorreggono la cupola, hanno fronti lunati e poggiano su robusti piedritti, alla cui sommità si esegue una cornice di semplice fattura. I pennacchi che reggono il tamburo della cupola essendo svelti e leggeri contribuiscono a dare un senso di slancio dell'insieme.
L'abside semicircolare ha al centro una piccola monofora alla quale internamente fanno riscontro, ai lati della stessa abside quattro nicchie.
All'esterno la cupola è coperta da pareti di piccole lastre di pietra dette "chiancarelle" utilizzate spesso per la copertura dei trulli.